# Шалагіно
Шала́гіно (рос. Шалагино, марій. Шалагино) — присілок у складі Новотор'яльського району Марій Ел, Росія. Входить до складу Пектубаєвського сільського поселення.

## Населення
Населення — 6 осіб (2010; 27 у 2002).
Національний склад (станом на 2002 рік):
- росіяни — 63 %
- марійці — 37 %